# Capparis moonii
Capparis moonii là một loài thực vật có hoa trong họ Capparaceae. Loài này được Wight mô tả khoa học đầu tiên năm 1840.